# Terhorne
Terhorne (Fries en officieel: Terherne) is een dorp in de gemeente De Friese Meren, in de Nederlandse provincie Friesland. Terhorne ligt tussen Akkrum en Sneek, aan het Sneekermeer en de Terhornsterpoelen.
In 2023 telde het dorp 755 vaste inwoners, maar in de zomer is de bevolking door de aanwezigheid van vele recreatiewoningen een stuk groter.

## Geschiedenis
'Ter Horne' betekent 'bij de hoek'. Vanaf de 15e eeuw werd de plaats vermeld als ter Herna, Terhorna, toer Herna en Herne.
Scheepvaart, visserij en scheepsbouw waren de belangrijkste bronnen van inkomen. Op het hoogtepunt van de Friese handelsvaart op de Oostzee was Terhorne de thuishaven van zo'n 40 tot 50 kof- en smakschepen. Later vormde ook landbouw en met name veehouderij een bron van inkomsten. Door verveningen en afslag raakte het dorp afgesloten van de vaste wal en kwam op een eiland te liggen. Tot 1857 bleef Terhorne een eiland. Toen werd een grindweg aangelegd naar Meskenwier en Akkrum. Vanaf 1908 was er een permanente verbinding naar Joure over het Heerenzijl. 
Aan de noordwestzijde werden in 1951 het Prinses Margrietkanaal en bij het Terhornstermeer de Terhornstersluis in gebruik genomen.
Terhorne maakte tot 1 januari 1984 deel uit van de gemeente Utingeradeel. Een groot deel van deze gemeente, waaronder Terhorne, werd op die datum toegevoegd aan de nieuw opgerichte gemeente Boornsterhem. Sinds 1989 is de officiële naam van de plaats het Friestalige Terherne. Toen op 1 januari 2014 de gemeente Boornsterhem werd opgeheven, werd Terhorne toegevoegd aan de nieuw opgerichte gemeente De Friese Meren.

## Toerisme en bezienswaardigheden
De grootste inkomstenbron van Terhorne is het toerisme. In het dorp bevinden zich jachthavens, hotels, recreatieparken en campings die zich voornamelijk richten op de watersport.
Verder bevindt zich in het dorp het Ervarium van het Kameleonavontuur of ook wel het Kameleondorp. De oorsprong van dit attractiepark ligt in het feit dat de inwoners menen dat Terhorne het dorp is waar de kinderboekenserie de Kameleon gesitueerd is. 
Op het tot het Kameleondorp behorende eiland Grootzand staat een Amerikaanse windmotor. Een kleinere windmotor staat iets dichter bij het dorp op het andere eiland Kleinzand.

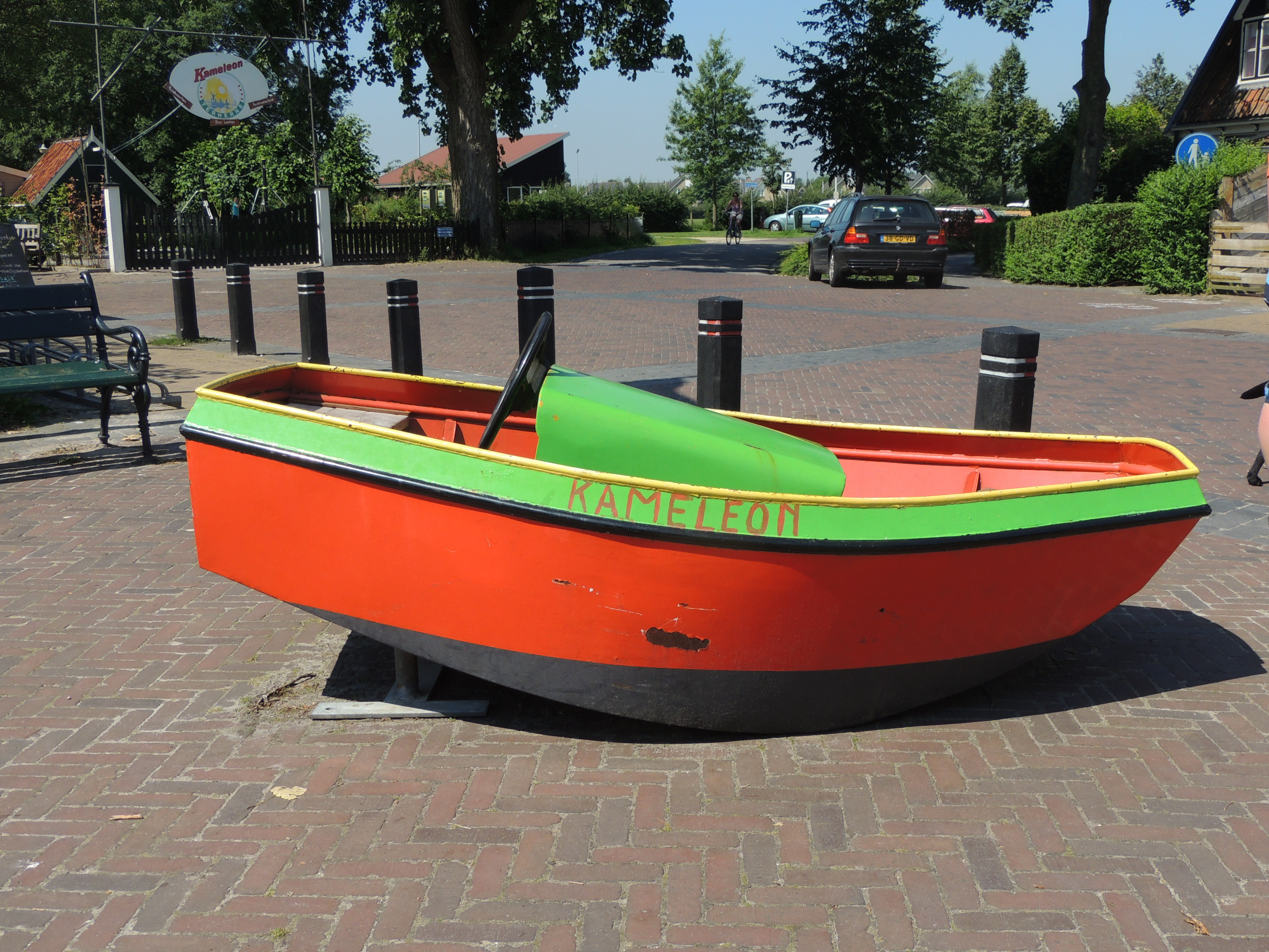
De Kameleon
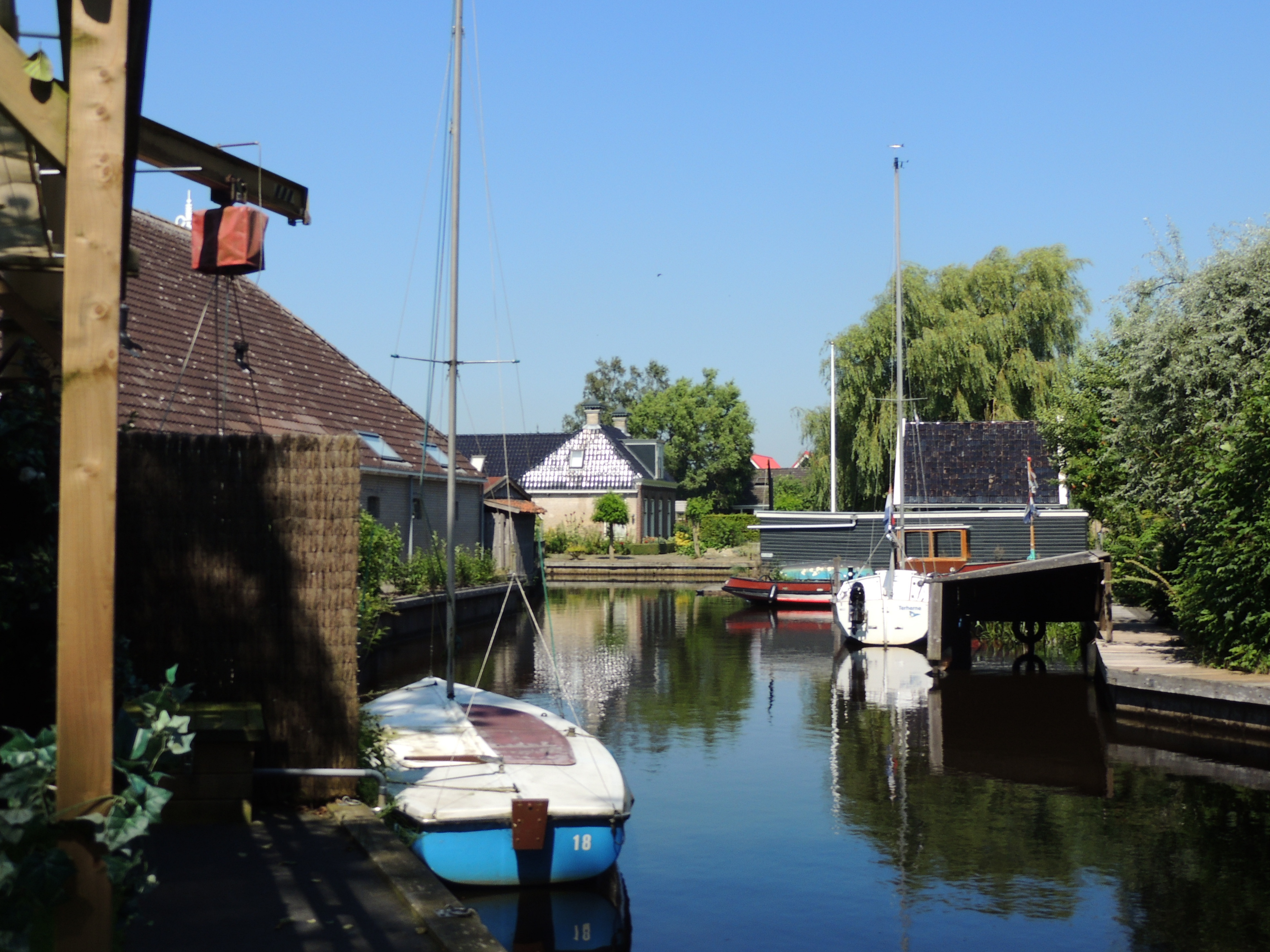
Terhorne aan het water

## Bevolkingsontwikkeling
| 1999 | 2002 | 2004 | 2005 | 2010 | 2012 | 2018 | 2019 | 2021 | 2023 |
| ---- | ---- | ---- | ---- | ---- | ---- | ---- | ---- | ---- | ---- |
| 650  | 789  | 800  | 787  | 805  | 824  | 755  | 755  | 760  | 755  |

## Bouwwerken

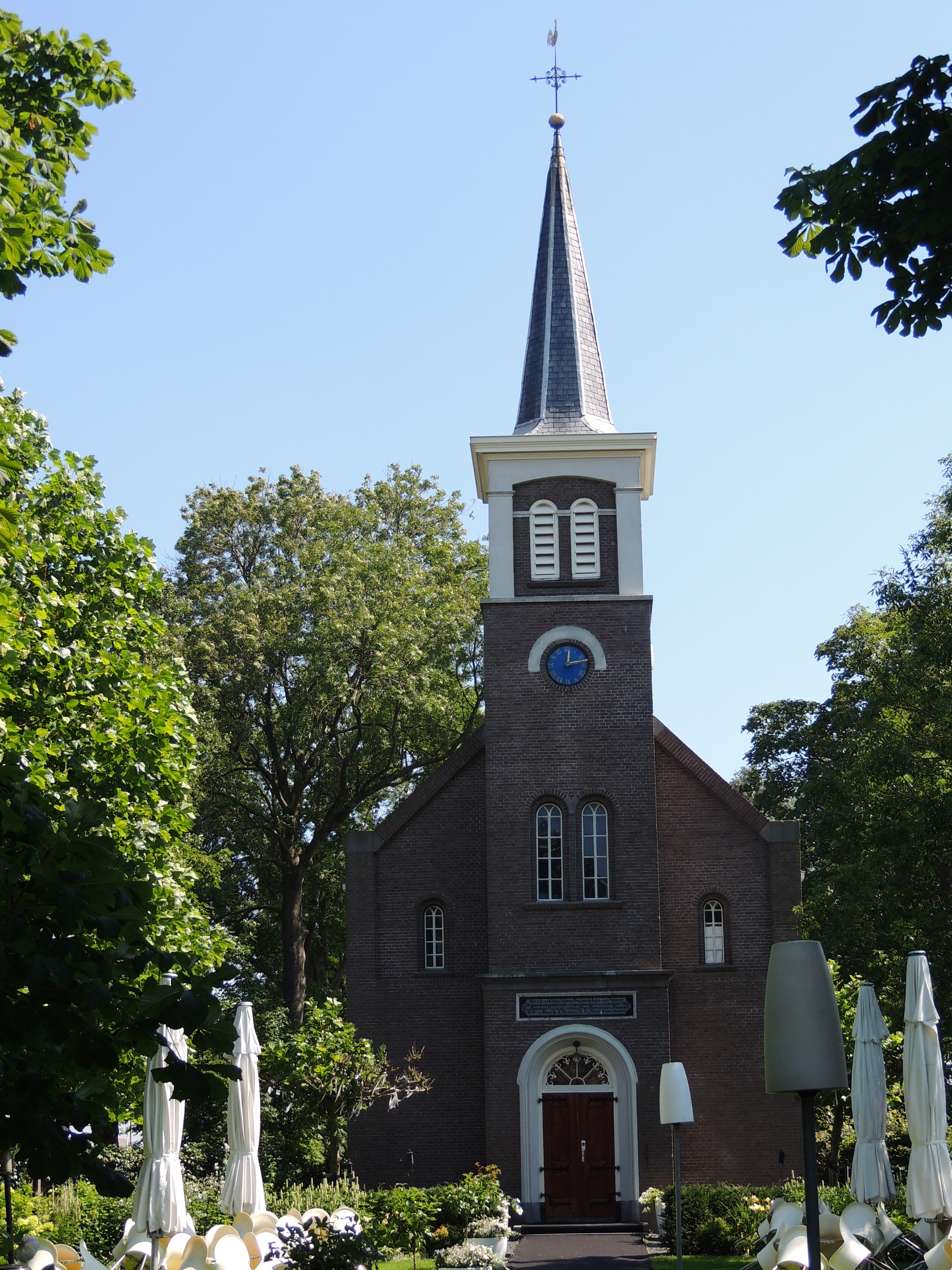
Hervormde kerk van Terhorne, trouwlocatie, recreatieve functie
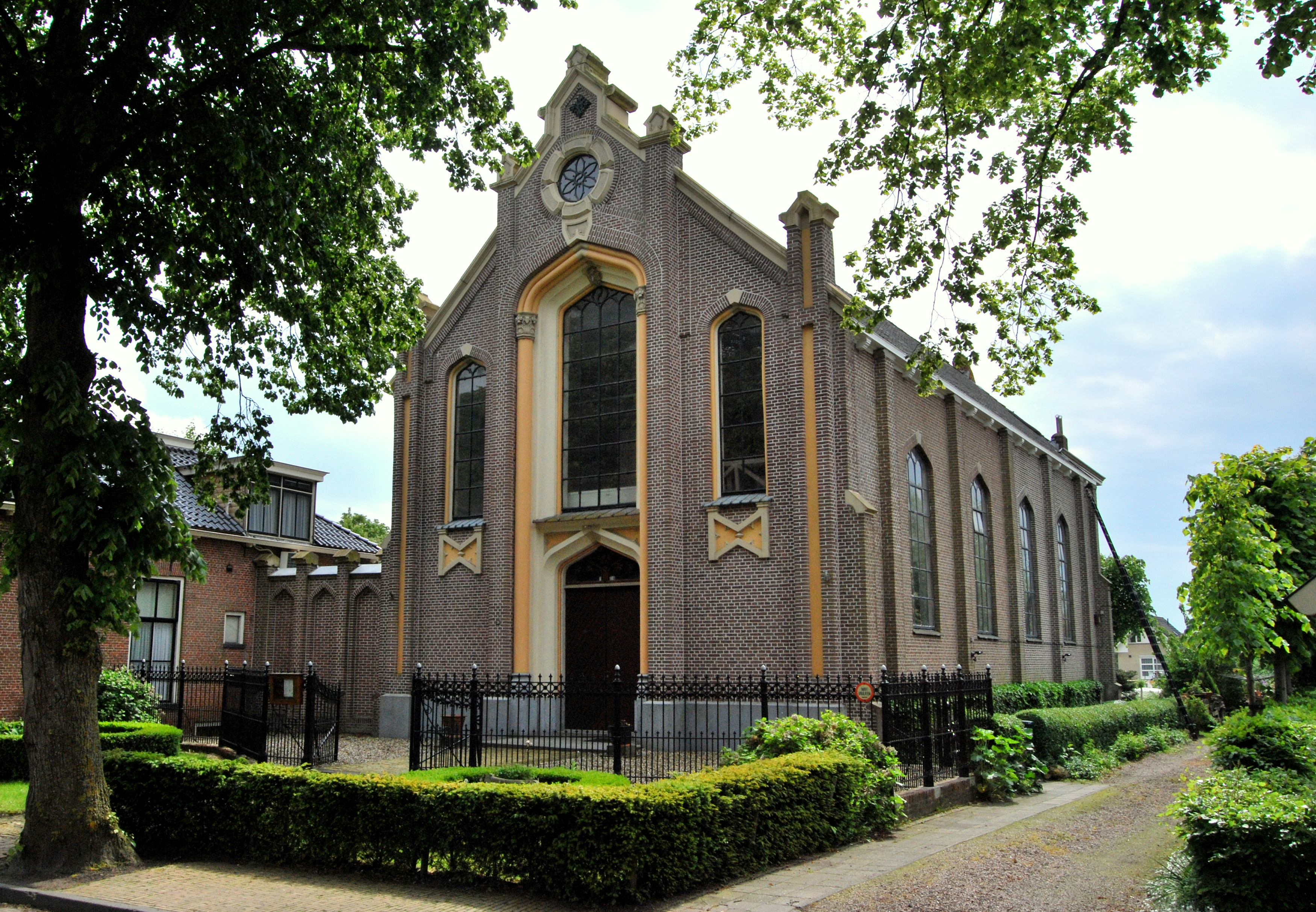
Doopsgezinde kerk, winkel
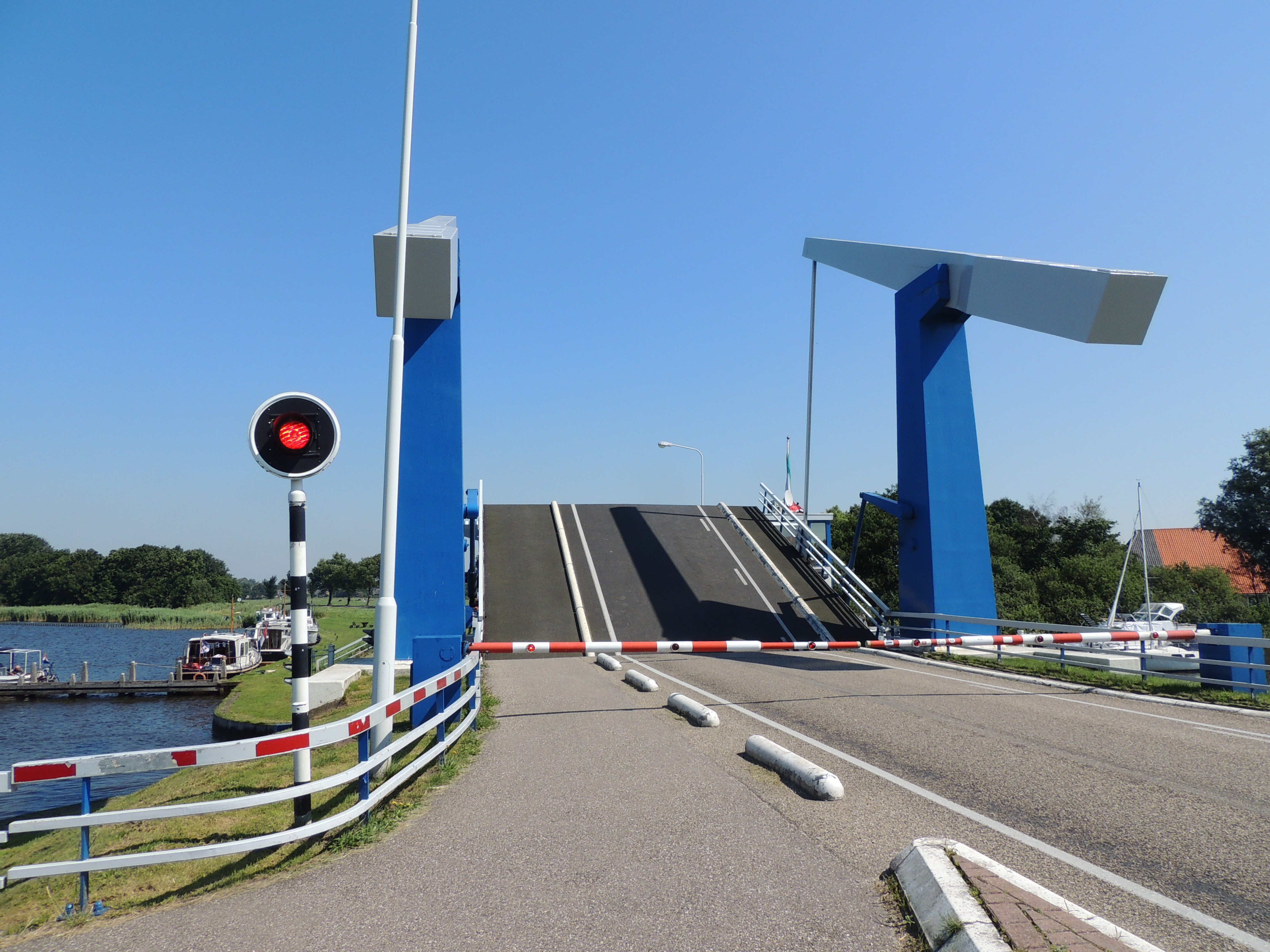
Ophaalbrug
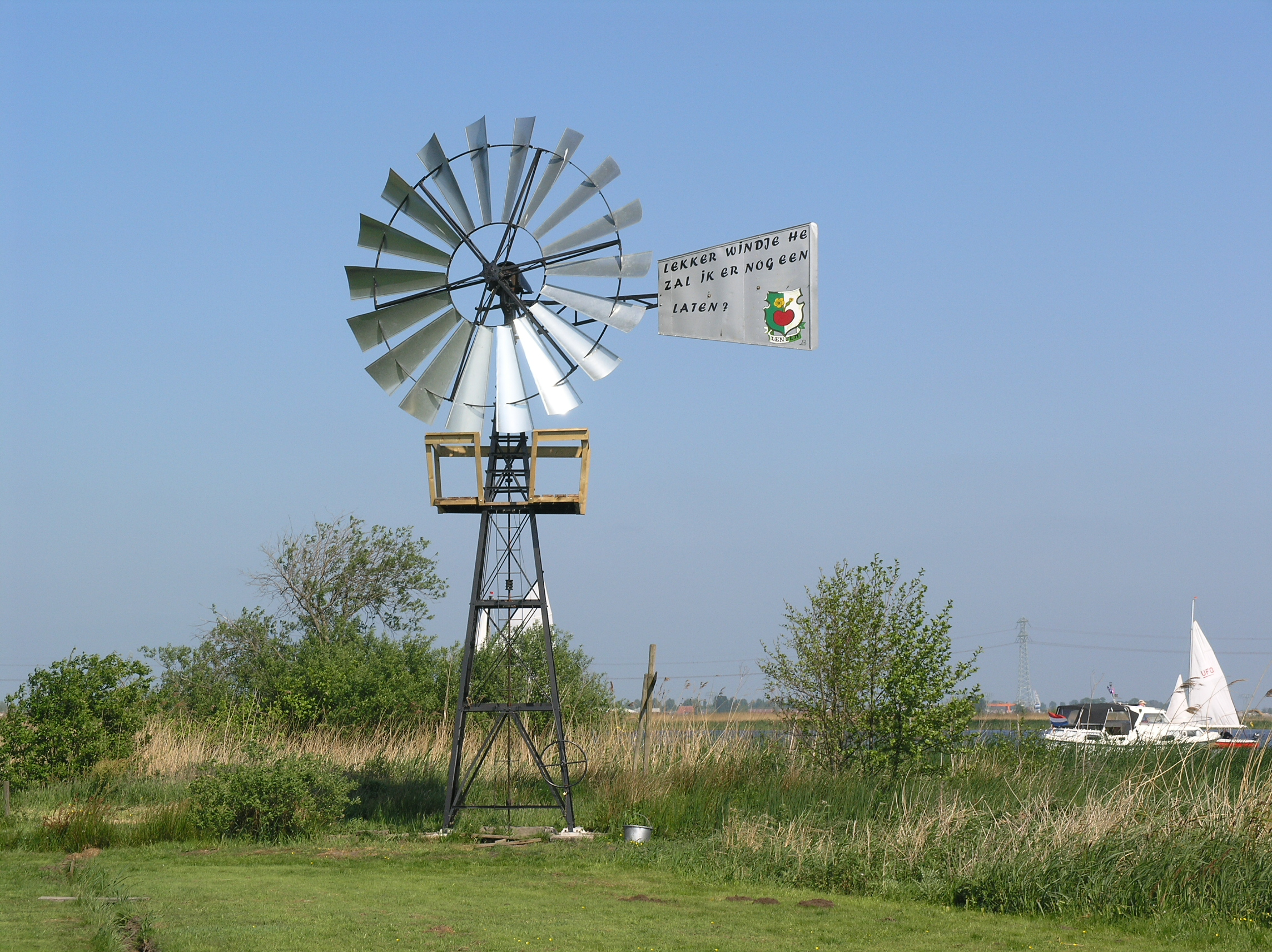
Windmotor